# All-American Strongman Challenge
All-American Strongman Challenge – doroczne, indywidualne zawody amerykańskich
siłaczy.
Są to jedne z najważniejszych zawodów siłaczy na terenie USA. Rozgrywane są od 2005 r. w Kalifornii, podczas targów Fitness Expo, jednych z największych w USA. Pod nazwą All-American Strongman Challenge odbywają się od 2007 r. W 2010 r. do udziału w zawodach zostali zaproszeni zawodnicy spoza USA.

## FitExpo 2005
Data: 19, 20 lutego 2005 r.

Lokalizacja: Pasadena (Kalifornia)  Stany Zjednoczone
WYNIKI ZAWODÓW:
| Miejsce | Zawodnik         | Punkty |
| ------- | ---------------- | ------ |
| 1.      | Brian Schoonveld | 36     |
| 2.      | Travis Ortmayer  | 35,5   |
| 3.      | Jesse Marunde    | 32     |
| 4.      | Odd Haugen       | 29     |
| 5.      | Jim Glassman     | 28     |
| 6.      | Dave Ostlund     | 24,5   |
| 7.      | Corey St. Clair  | 20,5   |
| 8.      | Grant Higa       | 10,5   |

## FitExpo Strongman 2006
Data: 17, 18, 19 lutego 2006 r.

Lokalizacja: Pasadena (Kalifornia)  Stany Zjednoczone
WYNIKI ZAWODÓW (tylko najlepsi):
| Miejsce | Zawodnik        | Punkty |
| ------- | --------------- | ------ |
| 1.      | Travis Ortmayer | 106    |
| 2.      | Jesse Marunde   | 104    |
| 3.      | Dave Ostlund    | 74     |
| 4.      | Mark Philippi   | 72,5   |
| 5.      | Odd Haugen      | 66,5   |
| 6.      | Josh Thigpen    | 65,5   |
| 7.      | Kevin Nee       | 56     |
| 8.      | Steve MacDonald | 54     |
| 9.      | Jason Bergmann  | 50,5   |

## All-American Strongman Challenge 2007
Data: 20, 21, 22 lutego 2007 r.

Lokalizacja: Pasadena (Kalifornia)  Stany Zjednoczone
WYNIKI ZAWODÓW (tylko najlepsi):
| Miejsce | Zawodnik        | Punkty |
| ------- | --------------- | ------ |
| 1.      | Karl Gillingham | 129    |
| 2.      | Kevin Nee       | 124    |
| 3.      | Jason Bergmann  | 108,5  |
| 4.      | Dave Ostlund    | 107    |
| 5.      | Odd Haugen      | 96     |
| 6.      | Sam McMahon     | 94     |
| 7.      | Josh Thigpen    | 83     |
| 8.      | Pete Konradt    | 79     |
| 9.      | Marshall White  | 77     |
| 10.     | Corey St. Clair | 77     |

## All-American Strongman Challenge 2008
Data: 15, 16, 17 lutego 2008 r.

Lokalizacja: Pasadena (Kalifornia)  Stany Zjednoczone
WYNIKI ZAWODÓW (tylko najlepsi):
| Miejsce | Zawodnik        | Punkty |
| ------- | --------------- | ------ |
| 1.      | Travis Ortmayer | 87,5   |
| 2.      | Brian Shaw      | 76,5   |
| 3.      | Dave Ostlund    | 72     |
| 4.      | Jason Bergmann  | 62,5   |
| 5.      | Pete Konradt    | 60     |
| 6.      | Marshall White  | 57,5   |
| 7.      | Jason Kristal   | 57     |
| 8.      | Josh Thigpen    | 56     |
| 9.      | Nick Best       | 52     |
| 10.     | Jim Glassman    | 36     |

## All-American Strongman Challenge 2009
Data: 24, 25 stycznia 2009 r.

Lokalizacja: Los Angeles  Stany Zjednoczone
WYNIKI ZAWODÓW (tylko najlepsi):
| Miejsce | Zawodnik        | Punkty         |
| ------- | --------------- | -------------- |
| 1.      | Brian Shaw      |                |
| 2.      | Nick Best       |                |
| 3.      | Travis Ortmayer |                |
| 4.      | Marshall White  |                |
| 5.      | Kevin Nee       | (kontuzjowany) |

## All-American Strongman Challenge 2010
Pierwsze zawody z udziałem zawodników spoza USA.
Data: 23, 24 stycznia 2010 r.

Lokalizacja: Los Angeles  Stany Zjednoczone
WYNIKI ZAWODÓW (tylko najlepsi):
| Miejsce | Zawodnik            | Kraj              | Punkty |
| ------- | ------------------- | ----------------- | ------ |
| 1.      | Nick Best           | Stany Zjednoczone | 70     |
| 2.      | Mark Felix          | Anglia            | 64     |
| 3.      | Louis-Philippe Jean | Kanada            | 59     |
| 4.      | Josh Thigpen        | Stany Zjednoczone | 56     |
| 5.      | Terry Hollands      | Anglia            | 53,5   |
| 6.      | Robert Szczepański  | Polska            | 50     |
| 7.      | Marshall White      | Stany Zjednoczone | 49,5   |
| 8.      | Dave Ostlund        | Stany Zjednoczone | 42     |
| 9.      | Karl Gillingham     | Stany Zjednoczone | 41,5   |
| 10.     | Andy Vincent        | Stany Zjednoczone | 39,5   |